# Taizo Kawamoto
Taizo Kawamoto (17 ianuarie 1914 - 20 septembrie 1985) a fost un fotbalist japonez.

## Statistici
| Japonia | Japonia | Japonia |
| An      | Meciuri | Goluri  |
| ------- | ------- | ------- |
| 1934    | 3       | 2       |
| 1935    | 0       | 0       |
| 1936    | 2       | 1       |
| 1937    | 0       | 0       |
| 1938    | 0       | 0       |
| 1939    | 0       | 0       |
| 1940    | 1       | 1       |
| 1941    | 0       | 0       |
| 1942    | 0       | 0       |
| 1943    | 0       | 0       |
| 1944    | 0       | 0       |
| 1945    | 0       | 0       |
| 1946    | 0       | 0       |
| 1947    | 0       | 0       |
| 1948    | 0       | 0       |
| 1949    | 0       | 0       |
| 1950    | 0       | 0       |
| 1951    | 0       | 0       |
| 1952    | 0       | 0       |
| 1953    | 0       | 0       |
| 1954    | 3       | 0       |
| Total   | 9       | 4       |